# تيكس بليسدل
تيكس بليسدل (بالإنجليزية: Tex Blaisdell)‏ هو فنان قصص مصورة أمريكي، ولد في 30 مارس 1920 في هيوستن في الولايات المتحدة، وتوفي في 11 مارس 1999 في نيويورك في الولايات المتحدة.